# Graafschap Egmont
De heerlijkheid en later het graafschap Egmont in de omgeving van het Noordhollandse Egmond is het stamland van het huis Egmont. De oorsprong hiervan ligt in het feit dat de leden van het huis Egmont optraden als voogden van de Abdij van Egmond.
Beerwout I van Egmont had een belofte aan de abt Stephanus van Gendt, hoeder van de Abdij van Egmond gedaan om met de Eerste Kruistocht mee te gaan, om zo de zonde van zichzelf en zijn voorvaderen te doen vergeten. Bij terugkomst, rond 1100 had de abt zijn pacht van zes tienden tot heerlijkheid laten verklaren en tevens de erfrechten schriftelijk vast laten leggen. Als heer van Egmont waren zij leenplichtig aan de Abdij van Egmond.
In de zomer van het jaar 1283 werd door graaf Floris V van Holland de heerlijkheid Egmont tot vrije hoge heerlijkheid verklaard. Dit betekende dat Willem II van Egmont leenman was geworden van de graaf van Holland en niet meer van de Abdij van Egmont.
In 1486 werd Jan III verheven tot graaf van Egmont. Dit hield in dat de heren van Egmont vanaf dat moment geen leenman meer waren van graaf van Holland maar als rijksgraaf direct onder de keizer van het Heilige Roomse Rijk vielen. Het gebied omvatte de parochie Egmond met daarbij het Kasteel op den Hoef en zijn huis te Rinnegom.
Nadat Lamoraal van Egmont in 1568 op de Grote Markt in Brussel onthoofd werd, werden zijn goederen verbeurd verklaard door koning Filips II van Spanje. De bezittingen werden teruggegeven aan zijn zoon Filips van Egmont. In 1573 werd het kasteel in opdracht van Willem van Oranje platgebrand, waarna van het goed niet veel meer restte. In 1619 verkocht Karel II van Egmont zijn rechten op het graafschap aan de Staten van Holland. Enkele jaren later werden de heerlijke rechten verkocht aan een andere tak van de Van Egmonts, die de herinnering in stand hielden door twee torens van het kasteel te herbouwen. Deze zijn omstreeks 1798 gesloopt.

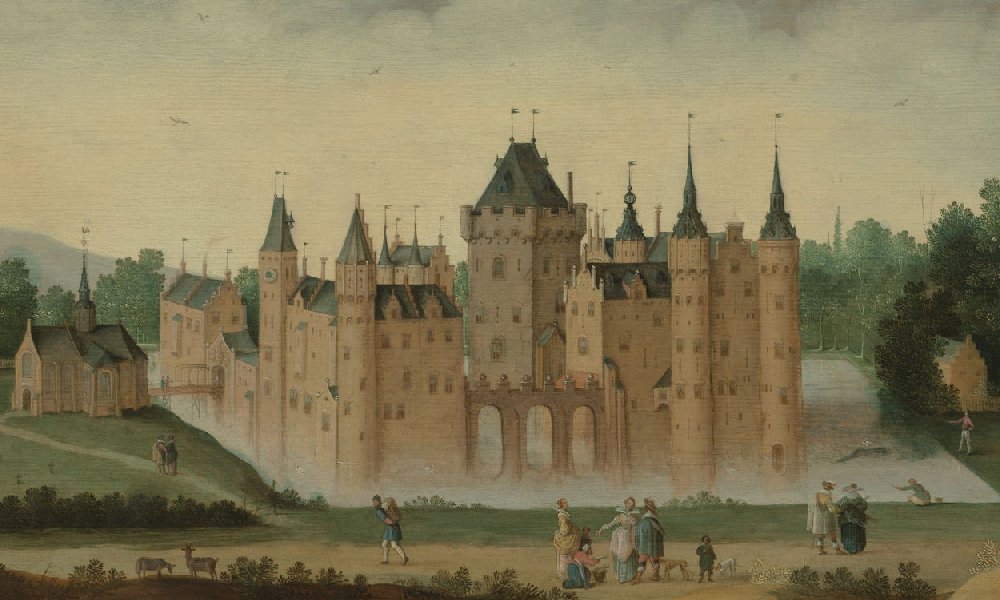
Het stamslot van de heren en graven van Egmont